# Rex Stout
Rex Todhunter Stout (Noblesville, 1º dicembre 1886 – Danbury, 27 ottobre 1975) è stato uno scrittore statunitense, capace di unificare due fra i generi - tradizionalmente separati - della narrativa poliziesca: il giallo d'azione americano (hard boiled) e il giallo all'inglese, più intellettuale (giallo deduttivo). Questi due aspetti si incarnano nei suoi personaggi più famosi, Archie Goodwin e Nero Wolfe.

## Biografia
Il padre di Stout - John Wallace, di professione insegnante - e la madre - Lucetta Elizabeth Todhunter - erano quaccheri dell'Indiana. La famiglia - con il piccolo Rex e i suoi sette fratelli - si trasferì nel Kansas a Topeka. Qui, il futuro scrittore frequentò le scuole pubbliche e, successivamente, la Kansas University.
Stout si dimostrò subito un piccolo genio: a tre anni aveva già letto la Bibbia, a dieci tutti i testi del padre su filosofia, storia, scienza, poesia. A tredici anni fu campione di ortografia del Kansas. A diciotto anni, e fino al 1908, servì nella Marina degli Stati Uniti a bordo del Mayflower, lo yacht del presidente Theodore Roosevelt, con la mansione di sottufficiale addetto al servizio amministrativo.
Finito il servizio, girò per quattro anni l'America da una città all'altra, lavorando come contabile ambulante, come venditore di sigari a Cleveland, di souvenir indiani ad Albuquerque, guida turistica a Santa Fe, invogliò i turisti ai tour in pullman a Colorado Springs, e vendette libri a Chicago, Indianapolis e Milwaukee. Fece pure lo stalliere a New York.
Nel 1912 cominciò a scrivere, inizialmente per le riviste e i settimanali. Guadagnava bene, ma spendeva altrettanto bene. Progettò quindi un particolare sistema di risparmio bancario dedicato agli scolari, che venne adottato in 400 città degli Stati Uniti. Ciò gli fornì negli anni venti un introito regolare e sufficiente per pagarsi molti viaggi anche in Europa, continuando a lavorare diventando persino direttore d'albergo.
Nel 1916 sposò Fay Kennedy; divorziò nel 1933, per sposarsi una seconda volta, con Pola Hoffman. Ebbe da lei due figlie, Barbara e Rebecca. Nel 1929 incorse nel tracollo del martedì nero di Wall Street, perdendo molto del suo denaro.
Subito dopo esordì con un romanzo, non giallo, intitolato How Like a God; ebbe un modesto successo, quindi si volse del tutto al genere giallo, più in forza del successo ottenuto, che per scelta. Infatti nel 1934, pubblicò Fer de Lance (tradotto in italiano "La traccia del serpente") dove fa il suo esordio la splendida accoppiata Wolfe-Goodwin.
Il successo si ripeté regolarmente per tutti i 42 successivi volumi, sfornati pressappoco al ritmo di uno all'anno.
Nel 1959 viene premiato con il Mystery Writers of America Grand Master.
Rex Stout presenta numerosi punti di contatto e anche di distacco da Nero Wolfe.
Da un punto di vista fisico, Rex era longilineo, agile, energico; Wolfe tutto il contrario, obeso, pigro, sedentario, abitudinario. Wolfe curato e pulito, Rex spesso con barba lunga e trasandato. Wolfe è misogino, Rex era molto innamorato della seconda moglie.
Le somiglianze si accentuano quando si esaminano le idee e i gusti: entrambi amanti della buona cucina, delle orchidee, della lettura e accesi discorritori. Entrambi odiano i politici, i maneggioni, gli ottusi, il cinema e la televisione.
L'effetto Nero Wolfe con l'arrivo della Seconda guerra mondiale passò in secondo piano e Rex Stout cominciò a scrivere propaganda interventista tramite la Writers War Board, organizzazione finanziata dal governo che dirigeva e che fu chiamata la più grande macchina propagandistica della storia.
Negli anni della guerra presentò per tre settimane un programma radiofonico (Speaking of Liberty), e coordinò gli scrittori americani per il sostenimento dello sforzo bellico.
Dal 1979 fino ad oggi, l'associazione The Wolfe Pack istituì in suo onore il Premio Nero Wolfe (detto anche Nero Award) per il romanzo poliziesco dell'anno.
Rivestì parecchie cariche a capo delle maggiori associazioni letterarie statunitensi (Authors Guild e Mystery Writers of America). Nel 1949 entrò a far parte dei Baker Street Irregulars, l'associazione letteraria che riunisce i maggiori appassionati delle storie di Sherlock Holmes.
Ha scritto alcuni racconti sotto lo pseudonimo Evans Day.
Il "corpus" delle sue opere giallistiche è stato valutato come "miglior serie del secolo" al Boucheron 2000, la più grande convention per la letteratura gialla, e Rex Stout è stato nominato Miglior Giallista del Secolo.

## Opere

### Romanzi e racconti con Nero Wolfe
Rex Stout ha scritto numerosi romanzi e romanzi brevi con le avventure di Nero Wolfe. I romanzi brevi, riuniti in gruppi di due o tre racconti, sono stati pubblicati all'interno di un singolo volume.

#### 1934-1945
- La traccia del serpente (Fer-de-Lance), romanzo, 1934
  - Libri Gialli 149 del 1936
  - I Classici del Giallo 704 del 1994 (traduzione di Gianni Montanari)
  - I Classici del Giallo 926 del 2002 (nuova traduzione integrale di Alessandro Golinelli[1])
- La lega degli uomini spaventati (The League of Frightened Men), romanzo, 1935
  - Libri Gialli 162 del maggio 1937
  - I Classici del Giallo 371 del 14 aprile 1981
  - Oscar Mondadori 2598 del 1993
- Sei per uno (The Rubber Band), romanzo, 1936
  - Libri Gialli 168 del 1937
  - Oscar Mondadori 1875 del 1986
  - I Classici del Giallo 840 del 1999
- La scatola rossa (The Red Box), romanzo, 1937
  - Libri Gialli 184 del 1938
  - I Classici del Giallo 573 del 1989
- Alta cucina (Too Many Cooks), romanzo, 1938
  - Libri Gialli 218 del 1939
  - Oscar Mondadori 2166 del 1989
  - I Classici del Giallo 659 del 1992

- La guardia al toro (Some Buried Caesar), romanzo, 1939
  - Libri Gialli 236 del 1940
  - Corrida per Nero Wolfe, Capolavori dei Gialli Mondadori 236 del 1963
  - I Classici del Giallo 3 del 1967
  - I Classici del Giallo 618 del 1990
  - Red Bull, BeatBestseller, Neri Pozza, 2019
- Nero Wolfe e sua figlia (Over My Dead Body), romanzo, 1940
  - Libri Gialli 251 del 1941
  - I Classici del Giallo 392 del 1982
  - I Classici del Giallo 1219 del 2009
  - BeatBestseller, Neri Pozza, 2020
- Tre sorelle nei guai (Where There's a Will), romanzo, 1940
  - Libri Gialli 257 del 1941
  - Oscar Mondadori 2278 del 1990
  - I Classici del Giallo 666 del 1992
  - I Classici del Giallo 1250 del 2010
- Fine amara[2] (Bitter End), romanzo breve, 1940
  - Il Giallo Mondadori 2613 del 1999, supplemento speciale in occasione dei 70 anni del periodico
- Orchidee nere (Black Orchids), due romanzi brevi, di cui il primo eponimo ed il secondo intitolato "Cordialmente invitati ad incontrare la morte" (Cordially Invited to Meet Death), 1942
  - I Classici del Giallo 599 del 1990
  - I Classici del Giallo 1235 del 2009
- Non abbastanza morta (Not Quite Dead Enough), due romanzi brevi, di cui il primo eponimo ed il secondo intitolato Trappola esplosiva (Booby Trap) 1944
  - I Classici del Giallo 776 del 1996

#### 1946-1957
- Morto che parla (The Silent Speaker), romanzo, 1946
  - Il Giallo Mondadori 82 del 1950
  - Nero Wolfe e il morto che parla, I Classici del Giallo 400 del 1982
  - Oscar Mondadori 2371 del 1990
- Troppe donne (Too Many Women), romanzo 1947
  - Il Giallo Mondadori 68 del 1949
  - I Classici del Giallo 750 del 1995
  - Oscar Mondadori 2068 del 1988
  - I Classici del Giallo 1374 del 2015
- Abbiamo trasmesso (And Be a Villain oppure More Deaths Than One), romanzo, 1948
  - Il Giallo Mondadori 148 del 1951
  - Oscar Mondadori 2515 del 1992
- Prima di morire (Trouble in Triplicate), raccolta di tre romanzi brevi di cui il primo eponimo (Before I Die), il secondo intitolato Nero Wolfe è in pericolo (Help Wanted, Male), ed il terzo Morte per appuntamento (Instead of Evidence) 1949
  - I Classici del Giallo 876 del 2000
- Nient'altro che la verità (The Second Confession), romanzo, 1949
  - Il Giallo Mondadori 170 del 1952
  - I Classici del Giallo 518 del 1986
- Lunga vita al morto (Three Doors to Death), raccolta di tre romanzi brevi di cui il primo eponimo (Man Alive), il secondo intitolato Così parlò Nero Wolfe (Omit Flowers) ed il terzo Nero Wolfe nella camera a gas (Door to Death), 1950
- Nelle migliori famiglie (In the Best Families), romanzo, 1950
  - Il Giallo Mondadori 178 del 1952
  - Nero Wolfe: nelle migliori famiglie, I Classici del Giallo 531 del 1987
- Non credo agli alibi (Curtains for Three), raccolta di tre romanzi brevi di cui il primo eponimo (Bullet for One), il secondo intitolato Nella gola del morto (The Gun With Wings) ed il terzo Mascherato per uccidere (Disguise for Murder), 1951
- Non ti fidare (Murder by the Book), romanzo, 1951
  - Il Giallo Mondadori 721 del 1994
  - I Classici del Giallo 518 del 1986
  - I Classici del Giallo 721 del 1994

- La pistola scomparsa (Triple Jeopardy), raccolta di tre romanzi brevi di cui il primo intitolato Nero Wolfe escogita uno stratagemma (Home to Roost), il secondo È stato ucciso un poliziotto (The Cop-Killer) ed il terzo Nero Wolfe e la pistola scomparsa(The Squirt and The Monley), 1952
  - I Classici del Giallo 851 del 1999
- I quattro cantoni oppure Palla avvelenata (Prisoner's Base), romanzo, 1952
  - Il Giallo Mondadori 246 del 1953
  - Oscar Mondadori 1998 del 1988
  - I Classici del Giallo 730 del 1995
  - Beat 135 del 2014
- Nero Wolfe e i ragni d'oro (The Golden Spiders), romanzo, 1953
  - Il Giallo Mondadori 300 del 1954
  - I Classici del Giallo 761 del 1996
- Le tre ragazze (Three Men Out), raccolta di tre romanzi brevi di cui il primo eponimo (Invitation to Murder), il secondo intitolato Nero Wolfe fa due più due (The Zero Clue) ed il terzo Nero Wolfe vince la partita (This Won't Kill You), 1954
- Nero Wolfe fa la spia (The Black Mountain),  romanzo, 1954
  - Segretissimo 59 del 1964
- Un minuto a mezzanotte (Before Midnight), romanzo, 1955
  - Il Giallo Mondadori 497 del 1958
  - I Classici del Giallo 586 del 1989
  - Oscar Mondadori 2345 del 1990
- Quando un uomo uccide (Three Witnesses), raccolta di tre romanzi brevi di cui il primo eponimo (When a Man Murders), il secondo intitolato Nero Wolfe raggira l'accusa (The Next Witness) ed il terzo Nero Wolfe non abbaia ma morde (Die Like a Dog), 1956
- Peggio che morto (Might as Well Be Dead), romanzo, 1956
  - Il Giallo Mondadori 473 del 1958
  - I Classici del Giallo 805 del 1997
  - Oscar Mondadori 2285 del 1990
- L'invulnerabile (Three for the Chair), raccolta di tre romanzi brevi di cui il primo intitolato Il caso Fyfe (A Window for Death), il secondo dà il titolo alla raccolta (Immune to Murder) ed il terzo intitolato Nero Wolfe e il "suo" cadavere (Too Many Detectives), 1957
- Nero Wolfe sotto il torchio (If Death Ever Slept), romanzo, 1957
  - Il Giallo Mondadori 562 del 1959
  - I Classici del Giallo 691 del 1993

#### 1958-1975
- Natale di morte (And Four to Go), raccolta di quattro racconti di cui il primo eponimo (Christmas Party), il secondo intitolato "Sfilata di Pasqua" (Easter Parade), il terzo "Il picnic del quattro luglio" (Fourth of July Picnic) ed il quarto "Il segreto della signorina Voss" (Murder is No Joke), 1958
- Champagne per uno (Champagne for One), romanzo, 1958
  - Il Giallo Mondadori 552 del 1959
  - Oscar Mondadori 2303 del 1990
  - I Classici del Giallo 821 del 1998
- Nero Wolfe discolpati (Plot It Yourself), romanzo, 1959
  - Il Giallo Mondadori 608 del 1960
  - I Classici del Giallo 314 1979
  - I Classici del Giallo 940 del 2003
- Colpo di genio (Three at Wolfe's Door), raccolta di tre racconti di cui il primo eponimo (Poison à la Carte), il secondo intitolato"Assassinio indiretto" (Method Three for Murder) ed il terzo "Nero Wolfe preso al lazo" (The Rodeo Murder), 1960
- Troppi clienti (Too Many Clients), romanzo, 1960
  - Il Giallo Mondadori 654 del 1961
- Nero Wolfe la paga cara (The Final Deduction), romanzo, 1961
  - Il Giallo Mondadori 732 del 1963
  - I Classici del Giallo 980 del 2003
- L'enigma della pistola (Homicide Trinity), raccolta di tre racconti di cui il primo intitolato "L'avvocato delle cause vinte" (Eeny Meeny Murder Mo), il secondo dà il titolo alla raccolta (Death of a Demon) ed il terzo è intitolato "Dollari matti" (Counterfeit for Murder), 1962
- Scacco al re per Nero Wolfe (Gambit),  romanzo, 1962
  - Il Giallo Mondadori 756 del 1963
  - I Classici del Giallo 999 del 2004
- Nero Wolfe, difenditi! (The Mother Hunt), romanzo, 1962
  - Il Giallo Mondadori 806 del 1964
  - I Classici del Giallo 362 del 1980

- Vicolo cieco (Trio for Blunt Instruments), raccolta di tre racconti di cu il primo intitolato "Uccidete subito, pagherete poi" (Kill Now-Pay Later), il secondo dà il titolo alla raccolta (Murder is Corny) ed il terzo intitolato "Un mistero per Goodwin" (Blood Will Tell), 1964
- Il diritto di morire (A Right to Die), romanzo, 1964
  - Il Giallo Mondadori 892 del 1966
  - I Classici del Giallo 1051 del 2005
- Nero Wolfe contro l'FBI (The Doorbell Rang), romanzo, 1965
  - I Rapidi 10 del 1966
  - I Classici del Giallo 736 del 1995
- Nero Wolfe: invito a un'indagine (Death of a Doxy), romanzo, 1966
  - Il Giallo Mondadori 986 del 1967
  - I Classici del Giallo 1071 del 2005
- Nero Wolfe e una figlia in cerca di padre (The Father Hunt), romanzo, 1968
  - Il Giallo Mondadori 1048 del 1969
  - I Classici del Giallo 1086 del 2005
- Nero Wolfe e il caso dei mirtilli (Death of a Dude), romanzo, 1969
  - Il Giallo Mondadori 1115 del 1970
  - Speciale del Giallo Mondadori 29 Delitti in vacanza del 2001
- Quella bomba di Nero Wolfe (Please Pass the Guilt), romanzo, 1973
  - Il Giallo Mondadori 1331 del 1974
  - I Classici del Giallo 543 del 1987
- Nero Wolfe apre la porta al delitto (A Family Affair), romanzo, 1975
  - Il Giallo Mondadori 1454 del 1976
  - I Classici del Giallo 547 del 1988

#### Romanzi brevi con Nero Wolfe
- Orchidee nere (Black Orchids), due romanzi brevi, 1942
  - Orchidee nere (Black Orchids), 1941
  - Cordialmente invitati a incontrare la morte (Cordially Invited to Meet Death),  1942
- Non abbastanza morta (Not Quite Dead Enough), due romanzi brevi, 1944
  - Non abbastanza morta (Not Quite Dead Enough), 1942
  - Trappola esplosiva (Booby Trap), 1944
- Prima di morire (Trouble in Triplicate), raccolta di tre romanzi brevi, 1949
  - Nero Wolfe è in pericolo (Help Wanted, Male), 1945
  - Morte per appuntamento (Instead of Evidence oppure Murder on Tuesday), 1946
  - Prima di morire (Before I Die), 1947
- Lunga vita al morto (Three Doors to Death), raccolta di tre romanzi brevi, 1950
  - Lunga vita al morto (Man Alive), 1947
  - Così parlò Nero Wolfe (Omit Flowers), 1948
  - Nero Wolfe nella camera a gas (Door to Death), 1949
- Non credo agli alibi (Curtains for Three), raccolta di tre romanzi brevi, 1951
  - Non credo agli alibi (Bullet for One), 1948
  - Nella gola del morto (The Gun with Wings), 1949
  - Mascherato per uccidere (Disguise for Murder oppure The Twisted Scarf oppure The Affair of the Twisted Scarf), 1950
- La pistola scomparsa (Triple Jeopardy), raccolta di tre romanzi brevi, 1952
  - È stato ucciso un poliziotto anche Nero Wolfe nei guai (The Cop-Killer oppure The Cop Killer), 1951
  - Nero Wolfe e la pistola scomparsa (The Squirt and the Monkey oppure The Dazzle Dan Murder Case oppure See No Evil), 1951
  - Nero Wolfe escogita uno stratagemma (Home to Roost Nero Wolfe Devises a Stratagem oppure Nero Wolfe and the Communist Killer), 1952
- Le tre ragazze (Three Men Out), raccolta di tre romanzi brevi, 1954
  - Nero Wolfe vince la partita (This Won't Kill You oppure This Will Kill You oppure The World Series Murder), 1952
  - Le tre ragazze (Invitation to Murder oppure Will to Murder), 1953
  - Nero Wolfe fa due più due (The Zero Clue oppure Scared to Death), 1953

- Quando un uomo uccide (Three Witnesses), raccolta di tre romanzi brevi, 1956
  - Quando un uomo uccide (When a Man Murders), 1954
  - Nero Wolfe non abbaia ma morde (Die Like a Dog oppure The Body in the Hall oppure A Dog in the Daytime), 1954
  - Nero Wolfe raggira l'accusa (The Next Witness oppure The Last Witness), 1955
- L'invulnerabile (Three for the Chair), raccolta di tre romanzi brevi, 1957
  - L'invulnerabile (Immune to Murder), 1955
  - Il caso Fyfe (A Window for Death), 1956
  - Nero Wolfe e il "suo" cadavere (Too Many Detectives), 1956
- Natale di morte (And Four to Go), raccolta di quattro romanzi brevi, 1958
  - Natale di morte (Christmas Party oppure The Christmas Party Murder), 1957
  - Sfilata di Pasqua (Easter Parade), 1957
  - Il picnic del quattro luglio (Fourth of July Picnic oppure Labor Union Murder), 1957
  - Il segreto della signorina Voss (Murder Is No Joke[3]), 1958
- Colpo di genio (Three at Wolfe's Door), raccolta di tre romanzi brevi, 1960
  - Colpo di genio (Poison à la Carte), 1960
  - Assassinio indiretto (Method Three For Murder), 1960
  - Nero Wolfe preso al lazo (The Rodeo Murder), 1960
- L'enigma della pistola (Homicide Trinity), raccolta di tre romanzi brevi, 1962
  - L'enigma della pistola (Death of a Demon oppure The Gun Puzzle), 1961
  - Dollari matti (Counterfeit For Murder), 1961
  - L'avvocato delle cause vinte (Eeny Meeny Murder Mo), 1962
- Vicolo cieco (Trio for Blunt Instruments), raccolta di tre romanzi brevi, 1964
  - Uccidete subito, pagherete poi (Kill Now - Pay Later), 1961
  - Un mistero per Goodwin (Blood Will Tell), 1963
  - Vicolo cieco (Murder Is Corny), 1964

#### Antologie in edizione italiana
- Buon anno con Nero Wolfe, stampato nel novembre del 2002 nella collana Inverno Giallo Mondadori con il numero 24. Contiene i romanzi brevi:
  - Non credo agli alibi (Bullet for One), 1948, dall'antologia Curtains for Three del 1951
  - Nella gola del morto (The Gun with Wings), 1949, dall'antologia Curtains for Three del 1951
  - Mascherato per uccidere (Disguise for Murder), 1950, dall'antologia Curtains for Three del 1951
  - Il picnic del quattro luglio (Fourth of July Picnic), 1957, dall'antologia And Four to Go del 1958
  - Sfilata di Pasqua (Easter Parade), 1957, dall'antologia And Four to Go del 1958
  - Il segreto della signorina Voss (Murder Is No Joke), 1958, dall'antologia And Four to Go del 1958
  - Natale di morte (Christmas Party), 1957, dall'antologia And Four to Go del 1958

### Altre pubblicazioni collegate a Nero Wolfe
- The Nero Wolfe Cookbook, 1973
- Why Nero Wolfe Likes Orchids, articolo pubblicato in Life (19 aprile 1963)
- The Case of the Spies Who Weren't, articolo pubblicato in Ramparts Magazine (gennaio 1966)

### Romanzi senza Nero Wolfe
- Her Forbidden Knight, 1913
- Sotto le Ande (Under the Andes), 1914
  - pubblicato in Italia da Bompiani
- A Prize for Princes, 1914
- The Great Legend, 1916
- Due rampe per l'abisso (How Like a God), 1929
  - pubblicato in Italia da Sellerio
- Seed on the Wind, 1930
- Golden Remedy, 1931
- Forest Fire, 1933
- Il presidente è scomparso (The President Vanished), 1934
  - Oscar Mondadori 191 del 1969
- O Careless Love!, 1935
- Un paio di guanti (The Hand in the Glove oppure Crime on Her Hands), 1937
  - Libri Gialli 203 del 1939
  - È morto un miliardario, Gialli Casini 46 del 1953
  - Dol Bonner Investigatrice, Gialli Aurora 18 del 1962
  - Il guanto, Sellerio La memoria numero 440 del 1999

- Il dottor Cenerentola (Mr Cinderella), 1938
  - pubblicato in Italia da Sonzogno
- Il graffio della gatta (The Mountain Cat Murders), 1939
  - I Classici del Giallo 966 del 2003
  - Omicidi a catena, Gialli Casini 37 del 1952
  - Ad ogni costo, Gialli Aurora 3 del 1961
- Controfigura per la morte (Double for Death), 1939
  - Il Giallo Mondadori 310 del 1955
  - I Classici del Giallo 625 del 1991
- Fili rossi (Red Threads)[4], 1939
  - Il Giallo Mondadori 241 del 1953
  - I Classici del Giallo 523 del 1987
- Un pizzico di chinino (Bad for Business: A Tecumseh Fox Mystery), 1940
  - Il Giallo Mondadori 369 del 1956
  - I Classici del Giallo 594 del 1989
- Sinfonia funebre (The Broken Vase), 1941
  - Il Giallo Mondadori 250 del 1950
  - I Classici del Giallo 141, giugno 1972; I Classici del Giallo 1279 del 2011
  - Il Giallo Mondadori, 2019
- Alphabet Hicks e la voce nel buio (Alphabet Hicks oppure The Sound of Murder), 1941
  - Il Giallo Mondadori 2680 del 2000

### Altre pubblicazioni
- Watson Was a Woman, articolo pubblicato in The Art of the Mystery Story: A Collection of Critical Essays, (Simon and Schuster, 1946)

### Altri racconti
- A Professional Recall, 1912
- Excess Baggage, 1912
- The Infernal Feminine, 1912
- Pamfret and Peace, 1913
- A Companion of Fortune, 1913
- A White Precipitate, 1913
- The Pickled Picnic, 1913
- The Mother of Invention, 1913
- Methode Americaine, 1913
- A Tyrant Abdicates, 1914
- The Pay-Yeoman†, 1914
- Secrets†, 1914
- Rose Orchid†, 1914
- An Agacella Or, 1914
- The Inevitable Third, 1914
- Out of the Line, 1914
- The Lie†, 1914
- Target Practice†, 1914
- If He Be Married†, 1915
- Baba†, 1915

- Warner and Wife†, 1915
- A Little Love Affair, 1915
- Art for Art's Sake, 1915
- Another Little Love Affair, 1915
- Jonathan Stannard 's Secret Vice†, 1915
- Santetomo†, 1915
- La moglie perduta (Justice Ends at Home)†, 1915
- It's Science That Counts†, 1916
- The Rope Dance†, 1916
- An Officer and a Lady†, 1917
- Heels of Fate †, 1917
- It Happened Last Night, 1936
- A Good Character for a Novel, 1936
- Ronda di Natale (Tough Cop's Gift[5]), 1936
- Sono pronto, chiamate la polizia (His Own Hand[6]), 1936
- Annuncio's Violin, ?
- The Strong Man, ?

## Media

### Serie televisiva (1969-1971)
Una serie di 10 episodi trasmesse dal 1969 al 1971 sulla Rai Uno, regia Giuliana Berlinguer.
1. 1969, Veleno in sartoria, tratto dal romanzo La scatola rossa (The Red Box) del 1937.
2. 1969, Circuito chiuso, tratto dal romanzo Nero Wolfe sotto il torchio (If Death ever Slept) del 1957.
3. 1969, Per la fama di Cesare, tratto dal romanzo La guardia al toro (Some Buried Caesar) del 1939.
4. 1969, Il pesce più grosso, tratto dal romanzo Nero Wolfe contro l'FBI (The Doorbell Rang) del 1965.
5. 1969, Un incidente di caccia, tratto dal romanzo Tre sorelle nei guai (Where There's A Will) del 1940.
6. 1969, Il patto dei sei, tratto dal romanzo Sei per uno (The Rubber Band) del 1965.
7. 1970, La casa degli attori, tratto dal romanzo Dollari matti (Counterfeit for murder) del 1962.
8. 1971, La bella bugiarda, tratto dal romanzo Vicolo cieco (Murder Is Corny) del 1964.
9. 1971, Sfida al cioccolato, tratto dal romanzo Scacco al re per Nero Wolfe (Gambit) del 1962.
10. 1971, Salsicce Mezzanotte, tratto dal romanzo Alta cucina (Too Many Cook) del 1938.

#### Interpreti
- Tino Buazzelli (Nero Wolfe)
- Paolo Ferrari (Archie Goodwin)
- Pupo De Luca (Fritz Brenner)
- Renzo Palmer (ispettore Cramer),
- Roberto Pistone (Saul Panzer)
- Mario Righetti (Orrie Cather)
- Gianfranco Varetto (Fred Durkin)

### Serie televisiva (2012)
Nel 2012 viene realizzata un'altra serie di 8 episodi trasmessi su Rai Uno, che vedono un ipotetico trasferimento della sede di Nero Wolfe nella Roma degli anni Cinquanta.

#### Interpreti
- Francesco Pannofino (Nero Wolfe)
- Pietro Sermonti (Archie Goodwin)
- Andy Luotto (Nanny Laghi)
- Giulia Bevilacqua (Rosa Petrini)
- Marcello Mazzarella (Commissario Graziani)
- Michele La Ginestra (Spartaco Lanzetta)
- Davide Paganini (Maresciallo Bordon)